# NGC 5909
NGC 5909 (również PGC 54223 lub UGC 9778) – galaktyka spiralna (Sbc), znajdująca się w gwiazdozbiorze Małej Niedźwiedzicy. Odkrył ją William Herschel 12 grudnia 1797 roku.